# 詹姆斯·米勒
詹姆斯·米勒（英語：James Miller，1974年6月4日—），澳大利亚男子田径运动员，主攻撑杆跳高。他曾代表澳大利亚参加1994年英联邦运动会田径比赛，获得男子撑杆跳高铜牌。